# 菅塩町
菅塩町（すがしおちょう）は、群馬県太田市にある地名（町丁）。郵便番号は373-0002。

## 概要
強戸地区にある町丁。

## 地理

### 近隣町丁
- 西長岡町
- 天良町
- 成塚町
- 北金井町

## 世帯数と人口
2022年（令和4年）3月31日現在の世帯数と人口は以下の通りである。
| 町丁   | 世帯数  | 人口  |
| ------ | ------- | ----- |
| 菅塩町 | 225世帯 | 565人 |

## 交通

### 鉄道
南部に東武桐生線が通っていた。町内に鉄道駅はない。

### 道路
- 群馬県道78号太田大間々線
- 北関東自動車道

## 施設
- 菅塩沼
- 善泉寺
- 強戸村46号墳